# Braunschweiger Straße 3 (Magdeburg)

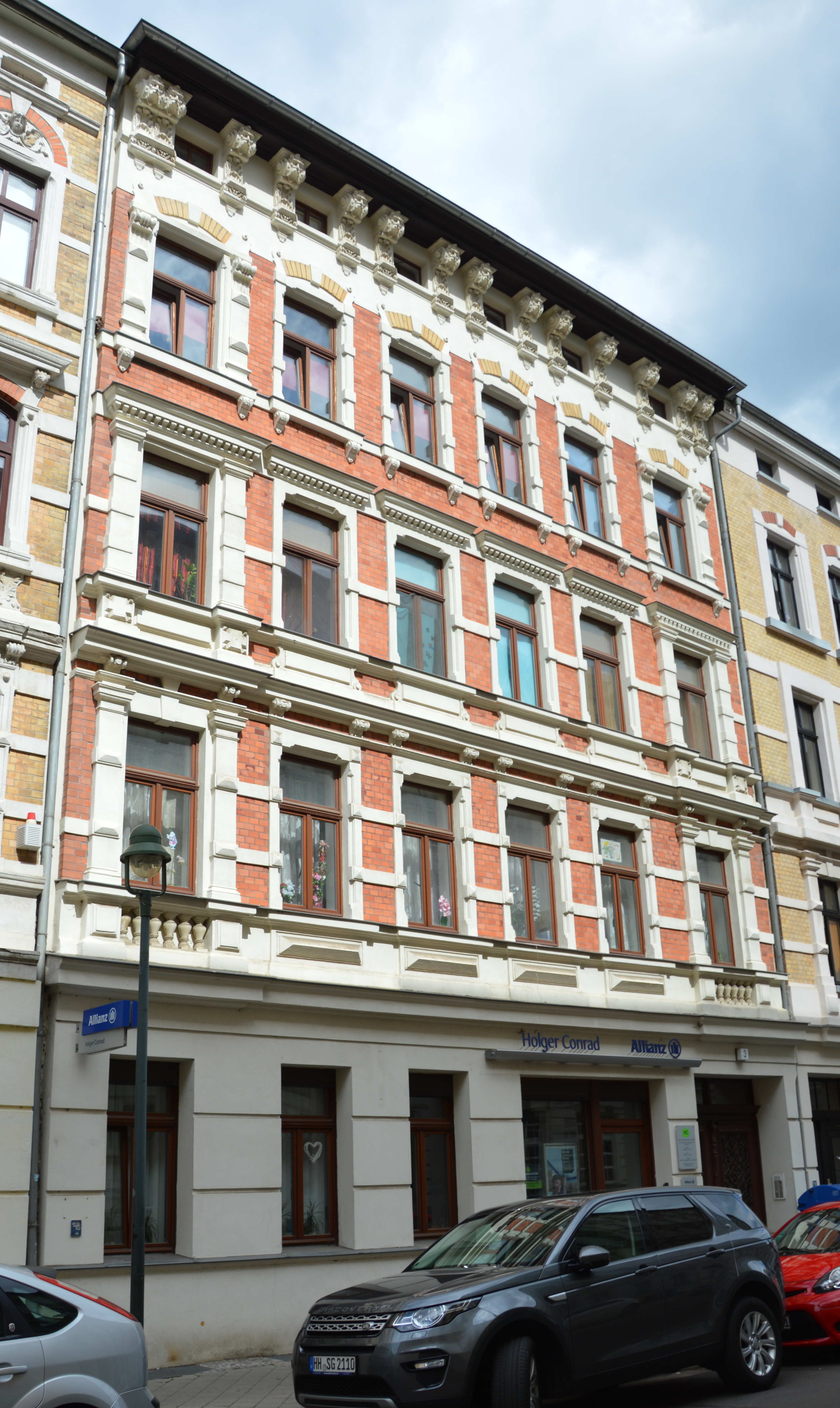
Braunschweiger Straße 3

Das Haus Braunschweiger Straße 3 ist ein denkmalgeschütztes Wohnhaus in Magdeburg in Sachsen-Anhalt.

## Lage
Es befindet sich auf der Ostseite der Braunschweiger Straße im Magdeburger Stadtteil Sudenburg. Das Gebäude gehört als  Einzeldenkmal zum Denkmalbereich Braunschweiger Straße 1–10, 98–108. Nördlich grenzt das gleichfalls denkmalgeschützte Haus Braunschweiger Straße 4, südlich das Gebäude Braunschweiger Straße 2 an.

## Architektur und Geschichte
In den Jahren 1887/88 wurde der viereinhalbgeschossige Bau durch den Maurermeister A. Rüther errichtet. Rüther hatte auch die Planungen erstellt. Das Gebäude wurde dann vom Zimmermeister und Bauunternehmer Wilhelm Lubig erworben. Die sechsachsige Fassade wurde im Stil des Neumanierismus gestaltet. Das Kranzgesims kragt deutlich vor und ruht auf Konsolen.
Im Denkmalverzeichnis für Magdeburg ist das Wohnhaus unter der Erfassungsnummer 094 81928 als Baudenkmal verzeichnet.
Das Gebäude gilt als Bestandteil des gründerzeitlichen Straßenzugs als städtebaulich bedeutend.